# Mohammed Izzat Darwaza

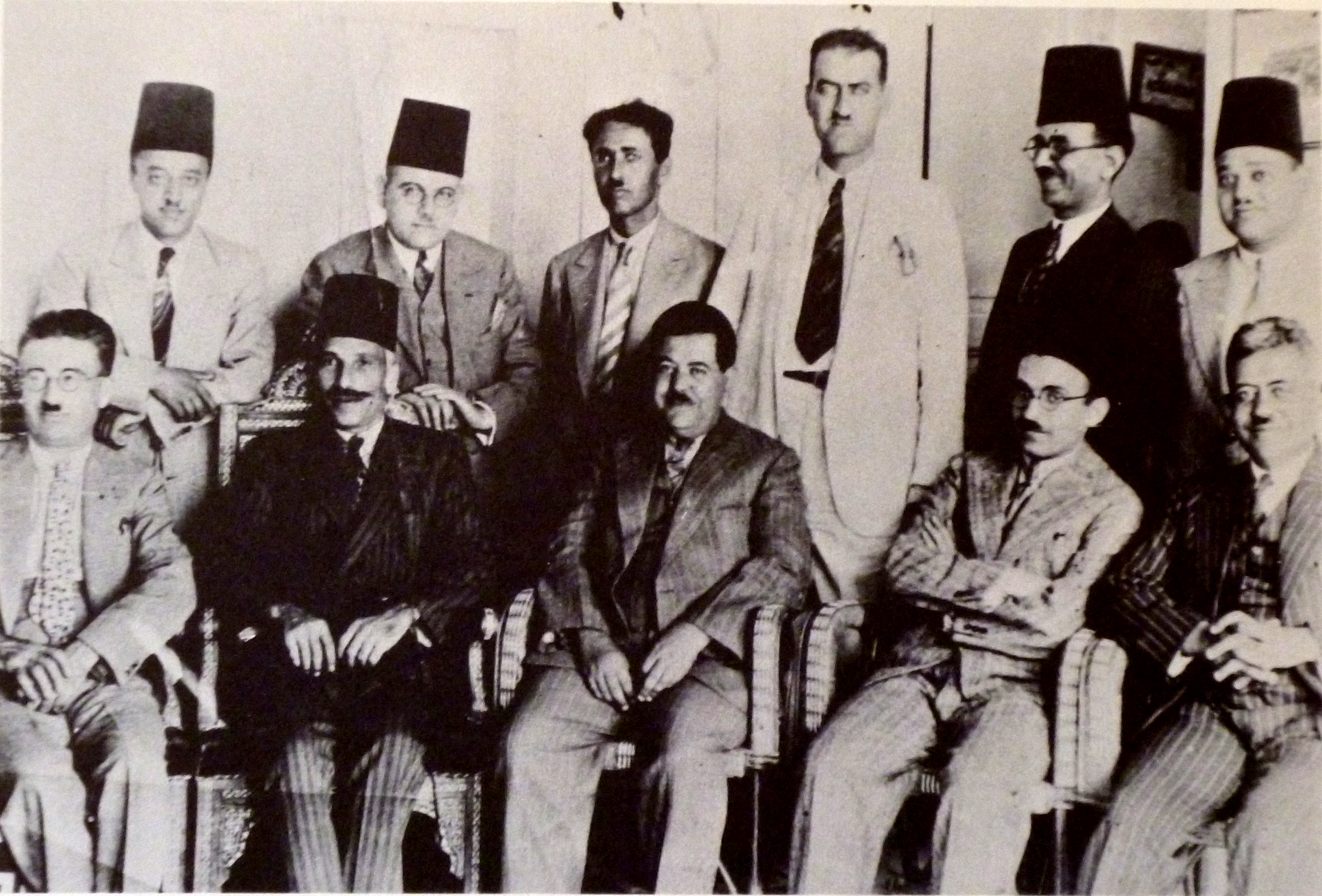
Fondateurs du Parti de l'indépendance en Palestine avec Mohammed Izzat Darwaza assis au centre, en 1932.

Mohammed Izzat Darwaza, (en arabe : محمد عزت دروزة), né en 1888 à Naplouse et mort en 1984 à Damas, est une personnalité politique, intellectuel, historien, penseur et éducateur palestinien.

## Biographie
Mohammed Izzat Darwaza débuta comme bureaucrate dans l'administration de l'Empire ottoman. Sympathisant du nationalisme arabe, il participa à la Grande Révolte arabe de 1916-1918 contre le joug ottoman en rejoignant en 1916 la Ligue de la jeunesse arabe.
Mohammed Izzat Darwaza organisa, avec le maire de Jérusalem Aref al-Dajani, le premier Congrès arabe de Palestine qui se déroula à Jérusalem entre le 27 janvier et le 10 février 1919. Ce premier congrès envoya un message officiel à la Conférence de paix de Paris (1919-1920), demandant à celle-ci de renoncer à la déclaration de Balfour et de protéger les frontières de la Palestine de toute influences étrangères et de permettre à la Palestine de tisser des liens avec des gouvernements arabes indépendants à la suite du démantèlement de l'Empire ottoman. Le congrès s'opposa avec force à la politique migratoire du Sionisme.
De 1922 à 1927, il fut éducateur et enseigna à l'Université nationale An-Najah de Naplouse en Palestine.
Le 13 août 1932, il co-fonda le Parti de l'indépendance qui fut à la tête du mouvement de révolte lors de la Grande Révolte arabe de 1936-1939 en Palestine mandataire. En 1937, il dut se réfugier à Dams où il fut emprisonné par les autorités françaises qui avaient mandat de la Société des Nations sur la Syrie et le Liban. Durant son incarcération, il étudia le Coran et ses interprétations.
En 1945, il est libéré et rejoint, en Palestine, le Haut Comité arabe dirigé par Mohammed Amin al-Husseini. Après la Dislocation de la Palestine en 1948, Mohammed Izzat Darwaza participa aux rencontres diplomatiques entre l'Égypte et la Syrie pour un traité d'union entre ces deux pays.
Après 1950, Mohammed Izzat Darwaza se retira de la vie politique et se mit à écrire. Il rédigea une trentaine d'ouvrages historiques notamment sur le nationalisme palestinien.